# Brongniartia guiengolensis
Brongniartia guiengolensis là một loài thực vật có hoa trong họ Đậu. Loài này được Dorado & Torres-Colin miêu tả khoa học đầu tiên năm 1996.